# Bras Sainte-Suzanne
Le bras Sainte-Suzanne est une rivière de l'île de La Réunion, département d'outre-mer français dans le sud-ouest de l'océan Indien. Il traverse le nord du cirque naturel de Mafate du sud-est au nord-ouest après avoir pris naissance sur les contreforts septentrionaux du Cimendef. Il se jette dans la rivière des Galets, qui elle-même se jette ensuite à la mer, au pied du Cap Noir. Son cours est ainsi entièrement situé sur le territoire de la commune de La Possession et dans le parc national de La Réunion.